# امت واچسنبورگ
امت واچسنبورگ (به آلمانی: Amt Wachsenburg) یک شهر در آلمان است که در تورینگن واقع شده‌است.

## خصوصیات
امت واچسنبورگ ۵۲٫۳۴ کیلومترمربع مساحت دارد ۲۶۰ متر بالاتر از سطح دریا واقع شده‌است.